# Zhao Tuo
Zhao Tuo (chinês: 赵佗, pinyin: Zhào Tuó, em vietnamita:  Triệu Đà) foi o fundador do reino de Nanyue. Zhao era um comandante militar chinês que ganhou a independência após o colapso da dinastia Qin. Nanyue dominava o norte do Vietnã e partes do sul da China. Sua capital era em Panyu, a atual Guangzhou, na China.
Em vietnamita, Zhao Tuo é chamado de Triệu Đà e a dinastia que ele fundou é chamada de dinastia Triệu. Na história tradicional vietnamita, ele é considerado um imperador do país. No entanto, alguns historiadores vietnamitas modernos consideram-no como um estrangeiro que invadiu o país em 207 aC.